# آلبرتس
آلبرتس (انگلیسی: Aalberts) شرکت مهندسی هلندی است، که در سال ۱۹۷۵ تأسیس شد.